# Панини
Па́нини (санскр. पाणिनि, Pāṇini — предположительно около V века до н. э.) — древнеиндийский лингвист, представитель северной школы в древнеиндийском языкознании, один из предтеч современной структурной лингвистики, порождающей грамматики, семиотики и логики. Автор санскритской грамматики «Аштадхьяи».

## Биография
Панини жил в государстве Гандхара на севере Индии. Учился в городе Таксила, известном богатыми традициями языкознания. Составил первую в истории Индии нормативную грамматику санскрита, «Аштадхьяи» («Восьмикнижие») — кратко сформулированные 3959 сутр (правил), исчерпывающе описывающих фонетику, морфологию и синтаксис языка. При этом Панини использовал такие понятия, как фонема, морфема, корень, суффикс, части речи. Древние индусы помещали Панини в число ведийских мудрецов риши. Позже они утверждали, что большую часть своих произведений он написал по прямому внушению бога Шивы. Как гласит легенда, в детстве Панини был будто бы так глуп, что его исключили из школы, но милость Шивы к нему поставила его в науке впереди всех.
Датировка жизни учёного крайне приблизительна. Он определённо родился после VII века до н. э. и умер до III века до н. э. По отдельным словам в его труде можно заключить, что у Панини не было достоверных знаний о Греции, то есть он жил до эпохи Александра Македонского.
Панини упомянут в знаменитом романе Дандина «Дашакумарачарита» («Приключения десяти принцев», VIII век).

## Память
- В современном языкознании существует особая область знаний — паниниведение.
- С 2007 года Ассоциация лингвистической типологии вручает премию имени Панини за лучшее грамматическое описание языка в форме диссертации[3].
- Панини — автор сборника глагольных корней санскрита Дхату-патха. Сборник до сих пор переиздается и используется студентами при изучении санскрита в Индии[4][5].

## Издания
- Renou L., La grammaire de Panini, fasc. 1-3, P., 1948—54; Ashtadhyai of Panini, v. 1-2, Delhi, 1962, и др.
- Англ. переводы грамматики Панини — Vasu (Аллахабад, 1891 г.)
- W. Goonetlilleke (т. 1. ч. I, Бомбей, 1892).